# Alajos Szokolyi
Alajos Szokolyi (Hronec, 19 juni 1871 - Bernecebaráti, 9 september 1932) was een Hongaarse sprinter. Hij nam eenmaal deel aan de Olympische Spelen en won bij die gelegenheid een bronzen medaille.

## Biografie
Szokolyi veroverde op de Olympische Spelen van 1896 in Athene een derde plaats op de 100 m in de (geschatte) tijd van 12,6 s, nadat hij zich met 12,75 in de voorrondes voor deze finale had gekwalificeerd. Volgens andere bronnen zou hij zijn derde plaats echter hebben gedeeld met de Amerikaan Francis Lane, die dezelfde tijd kreeg toegewezen. Hierbij moet worden bedacht, dat men bij deze Olympische Spelen nog geen gouden, zilveren en bronzen medailles uitreikte zoals dat tegenwoordig het geval is. In Athene ontving een winnaar een zilveren medaille en een krans van olijftakken. Wie als tweede eindigde, kreeg alleen een medaille. De derde kreeg niets.
Bij het hink-stap-springen werd Szokolyi vierde met een beste poging van 12,30 m. Volgens sommige bronnen zou Szokolyi ook deel hebben genomen aan de 110 m horden. Hoewel dit logisch lijkt, gezien ook de hier gepubliceerde foto, zijn er geen resultaten van hem op deze afstand bekend.
Szokolyi was aangesloten bij Mac in Boedapest.

## Persoonlijke records
| Onderdeel          | Prestatie | Jaar |
| ------------------ | --------- | ---- |
| 100 m              | 11,4 s    | 1891 |
| 110 m horden       | 17,4 s    | 1897 |
| hink-stap-springen | 12,48 m   | 1896 |

## Palmares

### 100 m
- 1896:  OS - 12,6 s

### 110 m horden
- 1896: series OS

### hink-stap-springen
- 1896: 4e OS - 11,26 m

- International Standard Name Identifier: 0000 0000 3398 8773
- Library of Congress Control Number: n97101740
- Virtual International Authority File: 60835452
- WorldCat: E39PBJdmfCx6RRj3xTXj7tjpyd